# آ مسننة
آ مسننة (الاسم العلمي: Aa denticulata) هو نوع، في جنس آ، وضع التسمية العلمية رودولف شليتشتر، وذلك في  1920.